# Paud
Paud är en ort i Indien.   Den ligger i distriktet Pune och delstaten Maharashtra, i den sydvästra delen av landet, 1 200 km söder om huvudstaden New Delhi. Paud ligger 589 meter över havet och antalet invånare är 5 558.
Terrängen runt Paud är huvudsakligen kuperad, men österut är den platt. Runt Paud är det tätbefolkat, med 266 invånare per kvadratkilometer. Närmaste större samhälle är Kharakvasla, 19,3 km sydost om Paud. I omgivningarna runt Paud växer huvudsakligen savannskog.